# 王子ホールディングス
王子ホールディングス株式会社（おうじホールディングス、英名：Oji Holdings Corporation）は東京都中央区銀座4丁目に本社を置き、総合製紙企業グループの「王子グループ」の持株会社である。売上高ベースでは日本国内の製紙業界で首位。三井グループと第一勧銀グループに属する。
日経平均株価およびJPX日経インデックス400の構成銘柄の一つ。

## 概要
2012年10月1日、経営の効率化や各事業における経営責任の明確化、及び意思決定の迅速化を目的に、王子グループは純粋持株会社制に移行した。この際、3代目王子製紙の事業部門を分割したうえで、王子ホールディングス株式会社に改称する形がとられた。
会社設立は1949年（昭和24年）8月1日であり、いわゆる財閥解体で解体された初代王子製紙の後継会社の一つとして発足した。その後、王子製紙工業、2代目王子製紙、新王子製紙、3代目王子製紙、王子ホールディングスと社名は変遷した（下記参照）。
2022年の紙・パルプ関連売上高を基準とすると、紙パルプ業界において日本で首位、世界で第7位の規模を持つ。

## 社史

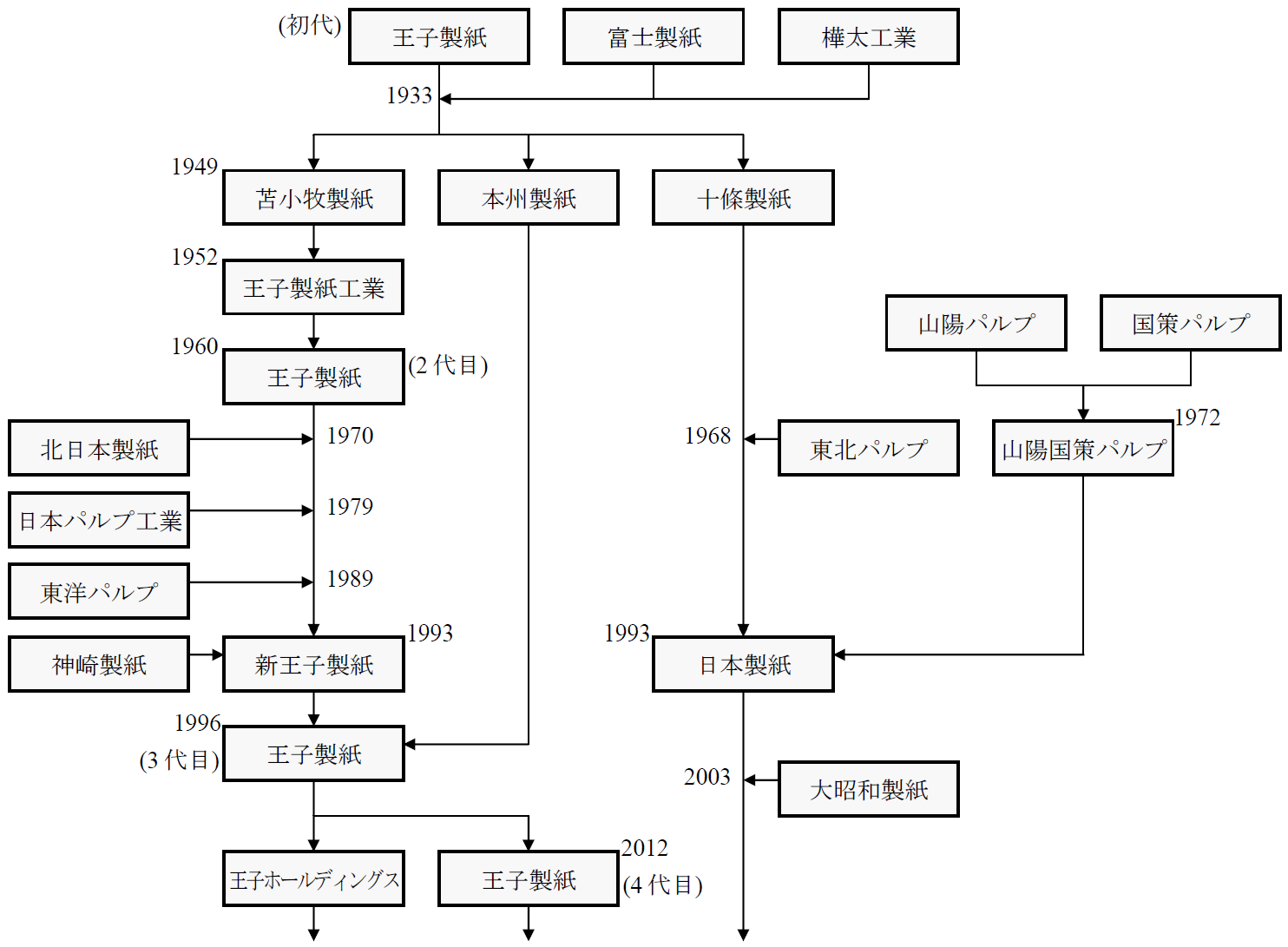
製紙各社のおおまかな合併図

### 会社設立と新工場建設
1949年（昭和24年）8月1日、過度経済力集中排除法に基づき解体された初代王子製紙の後継会社の一つ、苫小牧製紙株式会社（とまこまいせいし）として誕生した。社名のとおり、初代王子製紙が運営していた苫小牧工場（北海道苫小牧市、現：王子製紙苫小牧工場）を引き継ぐこととなった。設立当初、工場は苫小牧の1か所のみであったが、同じく初代王子製紙の後継会社の十條製紙（現：日本製紙）や本州製紙よりも生産量は多く、設立時より国内トップであった（当年度の生産高シェアは17.2%）。当時の主力製品は新聞用紙である。
この実質的な単一品種生産という体制は経営面から問題視され、会社設立当初から本州に第2の拠点建設が計画された。愛知県春日井市の陸軍造兵廠鳥居松製造所跡地が工場用地に選ばれ、1952年（昭和27年）に春日井工場（現：王子製紙春日井工場）として操業を開始した。新工場では始め包装用紙、次いで上質紙などの印刷用紙の生産を開始する。1962年（昭和37年）には塗工紙部門に参入した。
春日井工場建設中の1952年（昭和27年）6月、「財閥商号使用禁止等の政令」の廃止により王子製紙工業株式会社に社名変更。「工業」を付したのは初代王子製紙が清算会社として存続していたためだが、1960年（昭和35年）11月付で同社の清算結了に伴い、翌月には「工業」を外した2代目王子製紙株式会社に社名を復した。
この間、1958年（昭和33年）7月18日、労働組合が賃上げ、協約改定を求めて無期限ストライキに突入（「王子製紙争議」又は「王子争議」）。苫小牧工場などで第二組合が結成されて第一組合と衝突。警察隊が出動する規模となった。

### 製紙会社との合併推進
1968年（昭和43年）3月、初代王子製紙の後継会社である王子製紙・本州製紙・十條製紙の3社は合併覚書に調印し、合併を発表した。原料高製品安という構造不況からの脱却と、資本自由化の流れの中での国際競争力の強化を目的とした大型合併であった。しかし、公正取引委員会（公取委）が合併否認に動くとみられたため、同年9月、公取委への事前審査を取り下げた。事前審査取り下げ後も合併へ向けた動きを続けると発表していたが、結局合併が実現することはなかった。
3社合併が未達成のまま終結した後、王子製紙は業務提携を推進した。
1. 1968年（昭和43年）、初代王子系の北日本製紙と提携[注 2][16]。
2. 1971年（昭和46年）、中越パルプ工業と提携
3. 1974年（昭和49年）、初代王子系の日本パルプ工業と共同で白板紙事業を立ち上げ。

なお、1971年（昭和46年）には春日井工場でティッシュペーパー「ネピア」の生産が開始されている。
オイルショック後の1979年（昭和54年）3月、提携していた日本パルプ工業との合併。工場は日南工場（宮崎県日南市、現：王子製紙日南工場）と米子工場（鳥取県米子市、現：王子製紙米子工場）が追加され、既存の苫小牧・春日井工場や江別工場（北海道江別市で旧北日本製紙、現：王子エフテックス江別工場）とあわせて計5工場となった。
1984年（昭和59年）、東洋パルプに資本参加し同社の再建を引き受けることになった。最終的に累積欠損の解消に至ったが、経営強化には合併が必要と判断されたため、1989年（平成元年）4月、東洋パルプと合併した。合併により呉工場（広島県呉市、現：王子マテリア呉工場）が加わり、計6工場に増加した。

### 神崎製紙・本州製紙との合併
1993年（平成5年）10月、業界第8位（1991年度）で旧王子製紙から独立した経緯を持つ製紙会社の神崎製紙と合併した。合併に伴い、新王子製紙株式会社（英: NEW OJI PAPER CO., LTD.）に社名変更。合併で神崎工場（兵庫県尼崎市、現：王子イメージングメディア神崎工場）と富岡工場（徳島県阿南市、現：富岡工場）が加わり計8工場に増加。新会社は、同年4月に業界第3位の十條製紙と第5位の山陽国策パルプが合併して発足した日本製紙に次ぐ、売上高ベースで業界2位（1994年度）の製紙会社となった。
その3年後の1996年（平成8年）10月、今度は業界第3位（1994年度）の本州製紙と合併した。合併に伴い、社名を3代目王子製紙株式会社に再度復した。また、日本製紙を上回り再び国内トップの製紙会社に復帰した。合併で釧路工場（北海道釧路市、現：王子マテリア釧路工場）・富士工場（静岡県富士市、現：王子マテリア富士工場）など計10か所の製紙工場が追加された。

### 事業の再編
本州製紙との合併により、同社の計23か所の段ボール事業部を承継した。しかし、これら事業部は1998年（平成10年）、関東王子段ボールを始めとする地域別の新会社7社に分割された。その際、段ボール事業本部（後のパッケージングカンパニー）は王子製紙（3代）に残された。2001年（平成13年）、段ボール7社と王子製紙パッケージングカンパニーとの統合により、王子コンテナーが誕生した。王子製紙は1998年（平成10年）に段ボールメーカーのチヨダコンテナーに資本参加していたが、2005年（平成17年）に王子コンテナーとチヨダコンテナーとの合併により、王子チヨダコンテナーとなった。また同年、同じく段ボールメーカーの森紙業グループを傘下に収めている。
段ボール事業と同様に、合併により紙器加工事業へと参画することとなる。紙器加工事業は1999年（平成11年）、生産拠点であった富士加工事業所を「新富士製紙」として分離した後、旧本州製紙傘下の紙器メーカーおよび王子製紙の販売部門を統合して王子パッケージングが誕生した。
本州製紙から承継した段ボール原紙部門については、まず2001年（平成13年）にグループのメーカー3社（北陽製紙・高崎三興・中央板紙）と共同で、共同販売会社の王子板紙を立ち上げた。続いて翌2002年（平成14年）、王子板紙とこれらのグループ会社、それに王子製紙の段ボール原紙製造部門を統合して、製販を一元化した王子板紙（現：王子マテリア）が誕生した。
家庭用紙部門については、本州製紙系列であったホクシーが傘下に加わっていた。2003年（平成15年）、製販一元化を目的に王子製紙の家庭用紙製造部門とホクシーを、家庭用紙販売会社のネピアに統合し、王子ネピアが誕生した。
特殊紙・フィルム部門については、2004年（平成16年）、王子製紙の同部門を子会社の富士製紙に統合、王子特殊紙（現：王子エフテックス）が誕生した。

### 北越製紙へのTOB
2006年（平成18年）7月、王子製紙の篠田和久社長（当時）は業界5位の北越製紙（現：北越紀州製紙）との経営統合を目指す方針を発表した。同社を傘下とし生産力強化を図るためで、8月中旬から同社の株式50.1%取得を目指して株式公開買い付け（TOB）を実施するとした。しかし北越製紙は王子製紙の経営統合提案を拒否し、三菱商事からの出資（出資比率約24%）を受け入れると発表した。三菱商事は当初からTOBに応じない方針を表明、さらにTOB阻止を目的に業界2位の日本製紙も北越製紙の株式約9%を取得した。その結果、王子製紙は8月末に北越製紙との経営統合断念を発表するに至った。

### 国外への進出
1985年（昭和60年）のプラザ合意による円高ドル安を背景に、本格的な国外進出が始まった。1988年（昭和63年）、カナダの製材会社であるキャンフォーと合弁でハウサウンド・パルプ・アンド・ペーパー（Howe Sound Pulp and Paper、略称：HSPP）を設立。HSPPは西海岸ブリティッシュコロンビア州にパルプから一貫製造する新聞用紙工場を建設し、1991年（平成3年）から日本へむけて新聞用紙を輸出した。なお、HSPPの株式は2001年（平成13年）に売却を決定しており、現在は傘下ではない。
神崎製紙との合併により、同社が1986年（昭和61年）アメリカ合衆国に設立したカンザキ・スペシャルティ・ペーパーズ (Kanzaki Specialty Papers) と、1990年（平成2年）ドイツに設立したカンザン・スペシャル・パピエール (Kanzan Spezialpapiere) の感熱紙メーカーが海外事業に加わった。情報用紙部門ではこれらの他、ノーカーボン紙生産で1996年（平成8年）タイに、感熱紙生産で2001年、中国にそれぞれ進出した。タイの感熱紙事業はアジア進出第1号であったが、次いで段ボールの生産で1997年（平成9年）中国に、1999年ベトナムに進出した。
2002年（平成14年）、プロクター・アンド・ギャンブル（P&G）グループから中国蘇州市のティッシュペーパーを生産する製紙会社を買収した。同社は王子製紙にとって、中国での製紙工場の第1号となった。翌2003年（平成15年）、中国南通市での大型製紙工場の建設および2006年（平成18年）の生産開始を発表する。この「南通プロジェクト」を担当する江蘇王子製紙有限公司の設立は4年後の2007年（平成19年）に遅れたが、2010年（平成22年）末に工場は操業を開始した。
同じく2010年、マレーシア最大の板紙・段ボールメーカーであるGSペーパー&パッケージング（GS Paper & Packaging）を買収、傘下に収めた。

### 純粋持株会社制への移行
2011年（平成23年）11月、王子製紙は、各事業における権限と責任を明確化し意思決定を迅速化することを目的として、従来の事業持株会社体制から純粋持株会社体制に移行すると発表した。前述の通り、王子製紙では板紙・家庭用紙・特殊紙などの部門は事業子会社として傘下に置き、新聞用紙や印刷・情報用紙部門を王子製紙本体で手がける体制（事業持株会社体制）を採っていた。しかし自社で手がける事業が日本国内の需要減少で苦戦が続いていることから、この事業も事業子会社に移管し、経営判断を迅速化して収益改善を目指すこととなった。
2012年（平成24年）10月1日、純粋持株会社制への移行が実施され、3代目王子製紙が王子ホールディングスに社名を変更するとともに、下に示す様に会社分割により事業部門および一部の間接部門を事業子会社へ移管する再編を行った。
- 白板紙・包装用紙事業などを王子板紙（併せて王子マテリアへ社名変更）へ移管。
- 新聞用紙・洋紙事業などを王子製紙分割準備（併せて王子製紙（4代）へ社名変更）へ移管。
- イメージングメディア事業を王子イメージングメディアへ移管。
- 資源環境ビジネス、原燃料資材調達事業を王子グリーンリソースへ移管。
- その他間接部門を子会社へ移管。

再編にあわせて、一部の子会社でも社名が変更された。

### 生産拠点の推移
純粋持株会社である王子ホールディングスは生産拠点を持たないが、苫小牧製紙から続いた事業会社時代での生産拠点をここで一括して示す。
| 工場名                                    | 所在地                         | 前所属                               | 移管先                                      | 現在名                               |
| ----------------------------------------- | ------------------------------ | ------------------------------------ | ------------------------------------------- | ------------------------------------ |
| 苫小牧工場                                | 北海道苫小牧市王子町2丁目      | 初代王子製紙 （1949年8月承継）       | 王子製紙（4代目） （2012年10月移管）        | 王子製紙苫小牧工場                   |
| 春日井工場                                | 愛知県春日井市王子町           | なし （1953年6月操業開始）           | 王子製紙（4代目） （2012年10月移管）        | 王子製紙春日井工場                   |
| 米子工場                                  | 鳥取県米子市吉岡               | 日本パルプ工業 （1979年3月合併）     | 王子製紙（4代目） （2012年10月移管）        | 王子製紙米子工場                     |
| 日南工場                                  | 宮崎県日南市大字戸高           | 日本パルプ工業 （1979年3月合併）     | 王子製紙（4代目） （2012年10月移管）        | 王子製紙日南工場                     |
| 富岡工場                                  | 徳島県阿南市豊益町吉田         | 神崎製紙 （1993年10月合併）          | 王子製紙（4代目） （2012年10月移管）        | 王子製紙富岡工場                     |
| 神崎工場                                  | 兵庫県尼崎市常光寺4丁目        | 神崎製紙 （1993年10月合併）          | 王子イメージングメディア （2012年10月移管） | 王子イメージングメディア神崎工場     |
| 呉工場                                    | 広島県呉市広末広2丁目          | 東洋パルプ （1989年4月合併）         | 王子マテリア （2012年10月移管）             | 王子マテリア呉工場                   |
| 釧路工場 （洋紙部門）                     | 北海道釧路市大楽毛3丁目        | 本州製紙 （1996年10月合併）          | なし （2012年9月までに操業停止）            |                                      |
| 富士工場                                  | 静岡県富士市平垣               | 本州製紙 （1996年10月合併）          | 王子板紙 （2011年10月移管）                 | 王子マテリア富士工場第一工場         |
| 江戸川工場                                | 東京都江戸川区東篠崎           | 本州製紙 （1996年10月合併）          | 王子板紙 （2006年10月移管）                 | 王子マテリア江戸川工場               |
| 岩渕工場                                  | 静岡県富士市中之郷             | 本州製紙 （1996年10月合併）          | 王子特殊紙 （2004年10月移管）               | 王子エフテックス東海工場製造部       |
| 中津工場                                  | 岐阜県中津川市中津川           | 本州製紙 （1996年10月合併）          | 王子特殊紙 （2004年10月移管）               | 王子エフテックス中津工場             |
| 滋賀工場                                  | 滋賀県湖南市朝国               | 本州製紙 （1996年10月合併）          | 王子特殊紙 （2004年10月移管）               | 王子エフテックス滋賀工場             |
| 江別工場                                  | 北海道江別市王子               | 北日本製紙 （1970年9月合併）         | 王子特殊紙 （2004年10月移管）               | 王子エフテックス江別工場             |
| 名古屋工場                                | 愛知県春日井市王子町           | なし （1999年6月春日井工場から独立） | 王子ネピア （2003年4月移管）                | 王子ネピア名古屋工場                 |
| 徳島工場                                  | 徳島県阿南市辰巳町             | なし （1998年12月操業開始）          | 王子ネピア （2003年4月移管）                | 王子ネピア徳島工場                   |
| 釧路工場 （板紙部門）                     | 北海道釧路市大楽毛3丁目        | 本州製紙 （1996年10月合併）          | 王子板紙 （2002年10月移管）                 | 王子マテリア釧路工場                 |
| 松本工場                                  | 長野県松本市笹賀               | 本州製紙 （1996年10月合併）          | 王子板紙 （2002年10月移管）                 | 王子マテリア松本工場                 |
| 大分工場                                  | 大分県大分市小中島             | 本州製紙 （1996年10月合併）          | 王子板紙 （2002年10月移管）                 | 王子マテリア大分工場                 |
| 佐賀工場                                  | 佐賀県佐賀市久保田町大字久保田 | 本州製紙 （1996年10月合併）          | 王子板紙 （2002年10月移管）                 | 王子マテリア佐賀工場                 |
| 富士宮事業所                              | 静岡県富士宮市小泉             | 本州製紙 （1996年10月合併）          | 新富士製紙 （2001年10月移管）               | 王子エフテックス東海工場富士宮製造所 |
| 熊野事業所                                | 和歌山県新宮市蓬莱             | 本州製紙 （1996年10月合併）          | なし （2000年12月閉鎖）                     |                                      |
| 名古屋化学事業所 （硫酸アルミニウム生産） | 愛知県名古屋市港区築地町       | 本州製紙 （1996年10月合併）          | なし （1998年10月春日井工場へ移転・統合）   |                                      |

## 本社

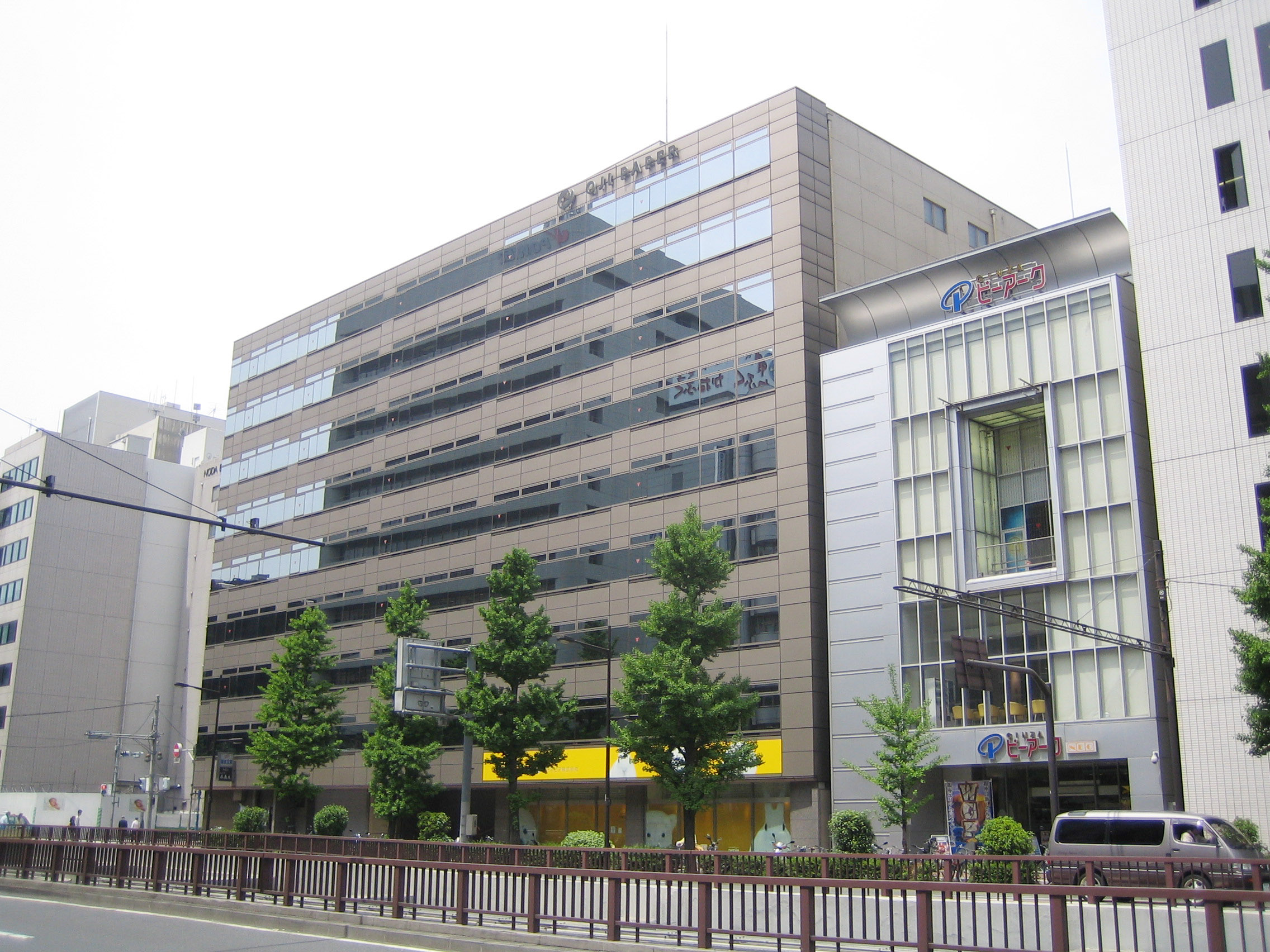
王子ホールディングス1号館

東京都中央区銀座4丁目7-5の「本館」と称するビルに本社を置き、「1号館」と称するビルが銀座5丁目12-8に存在する。1号館は、1996年（平成8年）に合併した旧本州製紙の本社ビルを改装したものである。

## 市場情報
2025年現在、王子ホールディングスは東証プライム市場に株式を上場している（証券コードは3861）。1949年（昭和24年）12月に上場を開始した。
かつては以下の証券取引所にも上場しており、東証を含めて国内8か所で上場していた。
- 大阪証券取引所市場第一部（大証1部）：1949年12月上場[54]、2013年（平成25年）7月東証に統合
- 札幌証券取引所（札証）：1950年（昭和25年）4月上場[54]・2005年（平成17年）12月10日上場廃止[55]
- 福岡証券取引所（福証）：1952年（昭和27年）2月上場[54]・2005年12月9日上場廃止[55]
- 名古屋証券取引所市場第一部（名証1部）：1949年12月上場[54]・2005年12月5日上場廃止[55]
- 京都証券取引所（京証）：1950年（昭和25年）5月上場・2001年（平成13年）3月上場廃止[54]
- 新潟証券取引所（新証）：1950年3月上場・2000年（平成12年）3月上場廃止[54]
- 広島証券取引所（広証）：1950年10月上場・2000年3月上場廃止[54]

## テレビ番組
- 日経スペシャル ガイアの夜明け なぜ買収は失敗したのか?～独占取材!敵対的買収の裏側～（2006年9月12日、テレビ東京）[56] - 王子製紙による北越製紙の敵対的買収を取材。